# Ghala Nefhi
Cet article concerne une ville de l'Érythrée. Pour le district du même nom, voir Ghala Nefhi (district).
Ghala Nefhi est une ville de l'Érythrée. Elle est la capitale du district du même nom (Ghala Nefhi) dans la région Maekel.